# John Shore (diplomaat)

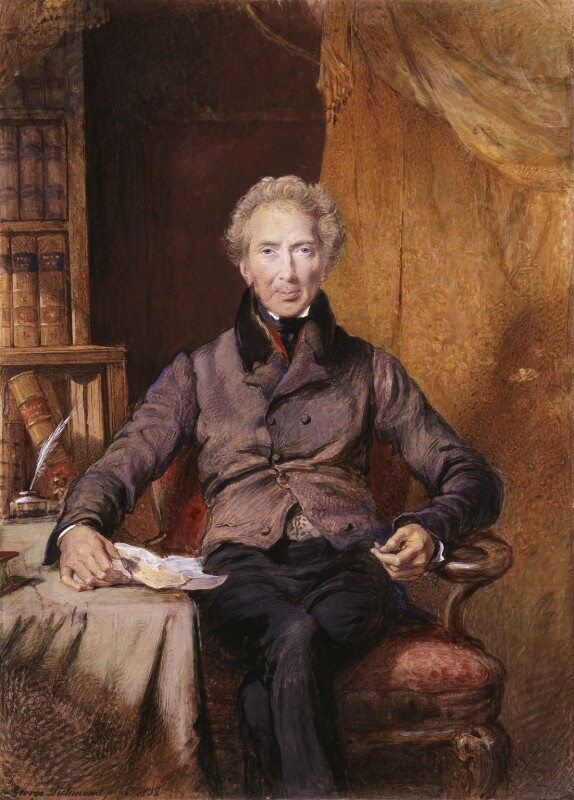
John Shore door George Richmond (1809-1896), National Portrait Gallery, Londen.

John Shore, 1e baron Teignmouth (Londen, 5 oktober 1751 - aldaar, 14 februari 1834) was een Brits diplomaat en koloniaal bestuurder. Shore werkte voor de East India Company en diende tussen 1793 en 1798 als gouverneur-generaal van Brits-Indië. Hij voerde in die positie een politiek die gericht was op het beperken van onrust en militair ingrijpen, om de opbrengsten uit de handel te vergroten.

## Levensloop
Shore's ouders waren Thomas Shore, een beambte bij de East India Company, en Dorothy Shepherd. Hij was leerling in de kostschool Harrow School. Daarna studeerde hij boekhouden en trad als klerk in dienst bij de Company, die hem eind 1768 naar Indië uitstuurde. Hij werkte eerst voor het bestuur van Murshidabad in Bengalen en vanaf 1772 als secretaris van de resident in Rajshahi. Tegelijkertijd studeerde hij oosterse talen. In 1775 werd hij verantwoordelijk voor de boekhouding van Dacca en Bihar. Tussen 1787 en 1789 was hij belast met het berekenen van de belastingafdracht in de door de Company bestuurde gebieden in Bengalen, Bihar en Orissa. Dit werk was belangrijke voorbereiding voor het in 1793 gesloten akkoord tussen de Company en de Bengaalse landeigenaren, de zogenaamde "Permanent Settlement".
Shore was een bondgenoot van Philip Francis, die als lid van de bestuursraad van Calcutta een conflict met de gouverneur-generaal Warren Hastings en opperrechter Elijah Impey uitvocht. In 1784 lekte hij een rapport over de financiën bestemd voor de gouverneur-generaal naar de bestuursraad. Toen zijn actie bekend werd, stuurde men hem terug naar Engeland. Terug in Engeland in 1790 getuigde hij in het impeachmentproces tegen Hastings, die ook was afgetreden. In 1786 trouwde Shore met Charlotte Cornish, dochter van de arts James Cornish. Het echtpaar kreeg drie zonen en zes dochters.
Shore werd in 1787 terug naar Brits-Indië gestuurd om in de bestuursraad zitting te nemen. De nieuwe gouverneur-generaal was Lord Cornwallis, die in 1792 in de Derde Oorlog tussen Mysore en de Britten het gebied onder controle van de Company aanzienlijk uitbreidde. De bestuurders van de Company hadden daarna behoefte aan een gouverneur-generaal die de handelsbelangen beter diende in plaats van dure militaire conflicten te voeren. Shore was met zijn kennis en ervaring met de boekhouding van de koloniën de ideale kandidaat en werd in 1793 geïnstalleerd als opvolger van Cornwallis. Zijn beleid was erop gericht de vrede te handhaven maar zo mogelijk onderlinge conflicten tussen de inheemse machthebbers te bevorderen, zodat deze de Britse koloniën met rust zouden laten.
In 1794 was Shore voorzitter van de Asiatic Society of Bengal. Hij was bevriend met de taalkundige en orientalist William Jones, wiens memoires en correspondentie hij na diens dood bewerkte en publiceerde.
Shore's pacifistische houding betekende dat de Britten de nizam van Haiderabad, een Britse bondgenoot, niet te hulp kwamen toen deze door de Maratha's werd aangevallen. De Fransen breidden ondertussen hun invloed op de inheemse heersers uit. Shore trad wel kordaat op toen Asaf-ud-Daula, de nawab van Avadh, een Britse vazalstaat, in 1797 overleed. Aanvankelijk steunden de Britten diens geadopteerde 17-jarige zoon Wazir Ali Khan, maar al snel werd duidelijk dat deze niet van plan was zich iets van Britse wensen aan te trekken. Daarop liet Shore een broer van de overleden nawab, Saadat Ali Khan II, tot nawab kronen en Wazir Ali Khan onder huisarrest plaatsen.
In de Britse politiek groeide de steun voor een agressievere politiek. In 1798 werd Shore teruggeroepen naar Engeland om plaats te maken voor de markies Wellesley. De opperbevelhebber van de troepen in Bengalen, Sir Alured Clarke, diende als interim gouverneur-generaal omdat Shore direct uitvoer naar Europa, terwijl Wellesley pas na een lange boottocht zijn functie op kon nemen. Als beloning voor zijn verdiensten werd Shore verheven tot Baron Teignmouth in de Ierse adelstand.
Terug in Engeland raakte Shore betrokken bij de Clapham Sect van kerkhervormers. Van 1809 tot zijn dood was hij de voorzitter van de British and Foreign Bible Society.
- Bibsys: 6019671
- Gemeinsame Normdatei: 117615722
- International Standard Name Identifier: 0000 0000 8218 5854
- Library of Congress Control Number: n82094577
- Nationale Bibliotheek van Israël: 987007279933505171
- Nederlandse Thesaurus van Auteursnamen: 069983291
- Réseau des bibliothèques de Suisse occidentale: 02-A022864246
- SNAC: w6h429dq
- Système universitaire de documentation: 243617151
- Trove: 1083134
- Virtual International Authority File: 35238861
- WorldCat: E39PBJckPQ7CWx4wbdf97XGvHC